# Mozi+
A Mozi+ a TV2 Csoport filmcsatornája, amely 2016-ban indult a PRO4 helyén. A csatorna a Film+ közvetlen konkurenciája.

## Története
A csatorna előzményei 2016. május 5-én – 5 nappal a csatorna hivatalos bejelentése előtt – jelentkeztek, amikor a Szellemi Tulajdon Nemzeti Hivatalánál levédették a nevét, miközben május 9-én levédették a tervezett logót a „mozi” szó nélkül. Fischer Gábor, a TV2 Csoport kábelcsatorna programigazgatója 2016 májusában, a Média Hungary 2016 konferencián jelentette be a csatorna indulását a médiacsoport jelentős portfólió-fejlesztésének részeként.
Az új csatorna jellegében teljesen más, a férfias szórakoztató csatorna helyett mozifilmekre specializálódott tévéadóként lett újrapozicionálva. Az új TV2-csatornák közül ez indult el elsőként, mivel a korábbi négy TV2-es csatorna közül a PRO4 volt a legkevésbé nézett. 
A csatorna hivatalos – és illetve a jelenlegi – logóját 2016. június 8-án levédették, ekkor már megjelent a „mozi” szó is. A csatorna 2016. július 11-én reggel tesztadással indult ajánlókkal, 21 órakor pedig elindult a csatorna a Z világháború című filmmel. 2016. december 1-jén elindult a csatorna HD adása.
A csatorna indulása előtt a csatorna román médiajoghatósággal került, amely ezzel a román CNA-tól kapta a sugárzási engedélyt.
2020. december 10-én bekerült a Digi kínálatába a csatorna HD változata (a PRIME-mal együtt).
2022. március 16. óta a filmek visszanézése (valamint a weboldal böngészése) csak a TV2 Play Prémium hozzáférésével érhető el.
2023. február 1-én megszűnt a HD felbontást jelző logója.

## Műsorkínálata
A Mozi+ kínálatát nagy költségvetésű mozifilmek, családi és filmvígjátékok adják, a folyamatos tartalom biztosításához a nagy amerikai filmstúdiókkal hosszútávú szerződéseket kötöttek.
A csatorna - a TV2 Csoport több csatornáihoz hasonlóan - a 20th Century Studios, a Metro-Goldwyn-Mayer, a Paramount Pictures, a Sony Pictures és a Universal Pictures filmjeit sugározza, de műsorra kerül néhány Lions Gate Entertainment, Walt Disney Pictures és Warner Bros. produkció is.

## Arculata
A csatorna a különböző filmműfajoknak különböző piktogramokat adott, melyek az ajánlók (promók) közben láthatóak voltak. A Mozi+ a román korhatár-besorolást alkalmazza, korábban, PRO4-ként nem használt besorolást. A csatorna hangja Galambos Péter, aki a csatorna elődjének hangja is volt 2013-tól 2016-ig.
2022. december 19-én este 21 órakor 6 év után arculatot váltott, melynek központi eleme a 3D-s háromszög alakú pajzsba zárt csatornalogó. Ez az arculat megszüntette a filmek műfaját az ajánlókban megjelölő piktogramok konvencióját, az ajánlókban innentől kezdve nincs spot-onként megkülönböztetve a zsáner.

A csatorna korábbi logója

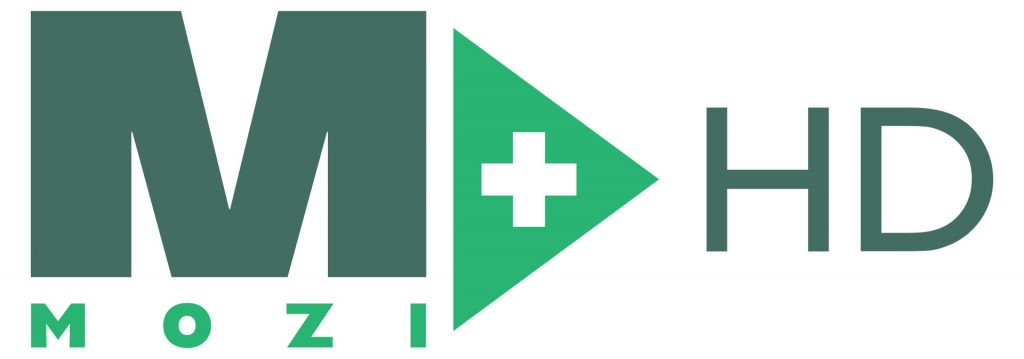
HD felbontást jelző logó 2023 január 31-ig